# Adrian Krzysztofik
Adrian Krzysztofik (ur. 25 października 1973 w Dusznikach-Zdroju) – polski hokeista.

## Kariera
- GKS Katowice (1984-1990)
- STS Sanok (1992-1994)
- Tysovia Tychy (1994)[1]
- BTH Bydgoszcz (1994-1995)
- STS Sanok (1995-)
- Polonia Bytom (1995-2001)
- Cracovia (2001-2002)
- Naprzód Janów (2002-2003)
- GKS Katowice (2003-2004)
- Polonia Bytom (2004-2007)
- HC GKS Katowice (2007-2012)
- Naprzód Janów (2012-2013)
- KS Sigma Katowice (2017-)

Od dzieciństwa zamieszkiwał w Katowicach, gdzie ukończył zasadniczą szkołę zawodową z tytułem mechanika pojazdów samochodowych.
Wychowanek GKS Katowice. Od sezonu 1992/1993 I ligi zawodnik STS Sanok. W jego trakcie w barwach zespołu wystąpił 20 listopada 1992 w meczu przeciw zespołowi „Russian Stars”, w składzie z byłymi gwiazdami reprezentacji ZSRR, który drużyna STS wygrała 5:4, a Krzysztofik zdobył w nim trzy gole. W 1995 ponownie został zawodnikiem STS Sanok, po wypożyczeniu do Tysovii Tychy.

## Sukcesy
- Brązowy medal mistrzostw Polski: 2001 z Polonią Bytom
- Złoty medal I ligi: 2007 z Polonią Bytom, 2012 z HC GKS Katowice
- Awans do ekstraligi PLH: 2007 z Polonią Bytom, 2012 z HC GKS Katowice